# Alexander Wienerberger
Alexander Wienerberger (Viena, 8 de dezembro de 1891 - Salzburgo, 5 de janeiro de 1955) foi um engenheiro químico austríaco que trabalhou por 19 anos em empresas químicas da URSS. Durante seu trabalho em Kharkov, ele criou uma série de fotografias do Holodomor em 1932-1933, que fornecem evidências fotográficas da fome em massa do povo ucraniano na época.

## Biografia
Alexander Wienerberger nasceu em Viena em uma família de descendência mista. Embora seu pai fosse judeu e sua mãe tcheca, o próprio Alexandre se considerava austríaco e ateu, de acordo com sua filha.
De 1910 a 1914, estudou na Faculdade de Filosofia da Universidade de Viena.
Durante a Primeira Guerra Mundial, ele foi mobilizado para o exército austro-húngaro, participou de batalhas contra o exército russo e foi capturado em 1915.
Em 1917, ele foi autorizado a se mudar para Moscou, onde fundou um laboratório químico com amigos. No outono de 1919, ele tentou fugir da Rússia soviética para a Áustria com documentos falsificados através da Estônia, mas em Pskov ele foi preso por Cheka e condenado por "espionagem". Ele passou uma parte importante da década de 1920 na prisão de Lubianka em Moscou. Durante seu tempo na prisão, suas habilidades como químico foram apreciadas pelo governo soviético, que empregava prisioneiros estrangeiros na produção. Wienerberger foi nomeado engenheiro para a produção de tintas e vernizes e depois trabalhou em fábricas para a produção de explosivos.
Em 1927, seu casamento com Josefine Rönimois falhou. A ex-esposa permaneceu na Estônia com sua filha Annemarie e seu filho Alexander (mais tarde Annemarie se mudou para a Áustria).
Em 1928, Wienerberger visitou seus parentes em Viena pela primeira vez após sua prisão, e casou-se com Lilly Zimmermann, filha de um fabricante de Schwechat. Ao retornar a Moscou, foram levantadas restrições, o que permitiu que sua esposa se mudasse para a União Soviética. Em 1931, sua esposa foi autorizada a retornar a Viena por um curto período de tempo, onde deu à luz sua filha Margot.
No início dos anos 30, a família Wienerberger morava em Moscou, onde Alexander trabalhava em uma fábrica de produtos químicos. Em 1932, ele foi transferido para Ljubutchany (Oblast de Moscou) como diretor técnico de uma fábrica de plásticos e, em 1933, foi transferido para Сarcóvia na mesma posição.

### Evidência fotográfica da fome em 1932-1933

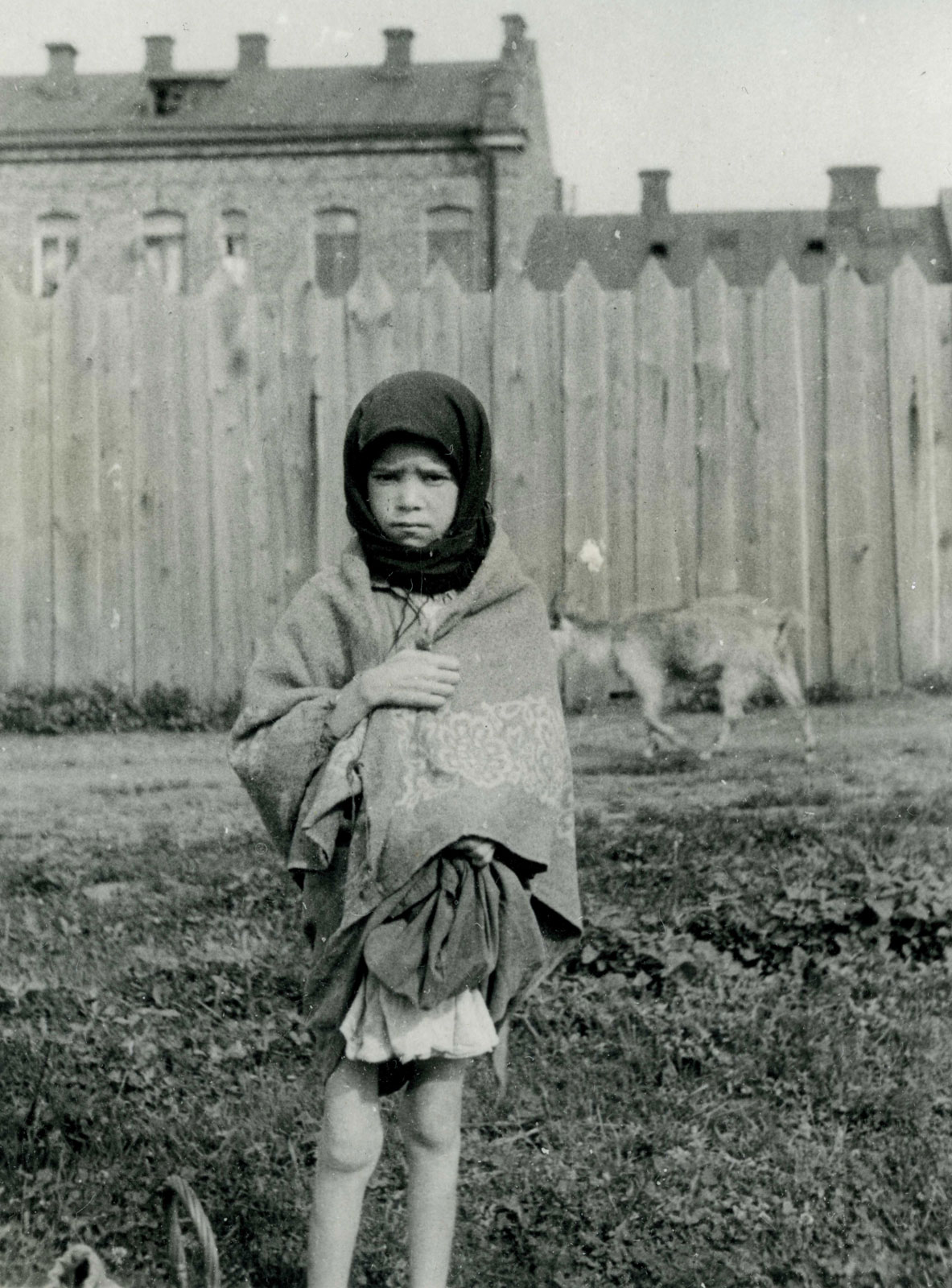
A foto de uma menina faminta de Kharkov é uma das fotos mais famosas do Holodomor (de Alexander Wienerberger)

Quando Wienerberger viveu em Carcóvia, capital da SSR ucraniana na época, ele testemunhou uma grande fome e fotografou as cenas que viu nas ruas da cidade, apesar da prisão iminente do NKVD.
Durante sua estada em Carcóvia, Alexander Wienerberger secretamente fez cerca de 100 fotografias da cidade durante a fome. Suas fotografias mostram filas de pessoas famintas diante de compras, crianças famintas, corpos de mortos nas ruas de Carcóvia e valas comuns das vítimas de fome. O engenheiro criou suas fotos com a câmera alemã Leica, que provavelmente foi transmitida a ele por amigos do exterior.
Wienerberger foi para a Áustria em 1934 e, com a ajuda da Embaixada da Áustria, enviou cartas negativas pelo correio diplomático. Diplomatas austríacos insistiram em tal precaução, pois uma possível descoberta de fotografias no controle de fronteiras poderia ameaçar sua vida. Após seu retorno a Viena, Wienerberger apresentou as imagens ao cardeal Theodor Innitzer, que as apresentou juntamente com o secretário-geral do Comitê Internacional para Minorias Nacionais, Ewald Ammende, na Liga das Nações.
Em 1934, a Frente Patriótica na Áustria publicou as fotos de Wienerberger em um pequeno livreto intitulado Rußland, wie es wirklich ist "" ("Rússia na verdade"), mas sem mencionar o autor.
As fotografias de Wienerberger foram disponibilizadas ao público pela primeira vez em 1935, graças à publicação no livro "Muss Russland hungern?" (A Rússia deveria morrer de fome?) Por Ewald Ammende. Na publicação, a autoria de Wienerberger não foi mencionada por razões de segurança. Em 1939, Alexander Wienerberger publicou na Áustria seu próprio livro comemorativo sobre a vida na União Soviética, no qual dois capítulos são dedicados ao Holodomor. As fotos foram reproduzidas em suas memórias publicadas em 1942.
Em 1944, Wienerberger serviu como oficial de ligação do Exército Russo de Libertação. Após a guerra, ele conseguiu evitar a extradição para as tropas soviéticas: ele entrou na zona de ocupação americana em Salzburgo, onde morreu em 1955.

Até hoje, as fotos de Wienerberger foram republicadas em muitas outras obras e são exibidas em particular no Museu Canadense de Direitos Humanos em Winnipeg . 

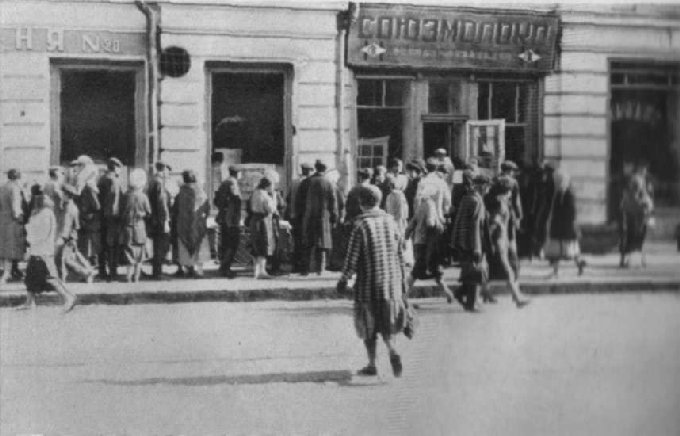
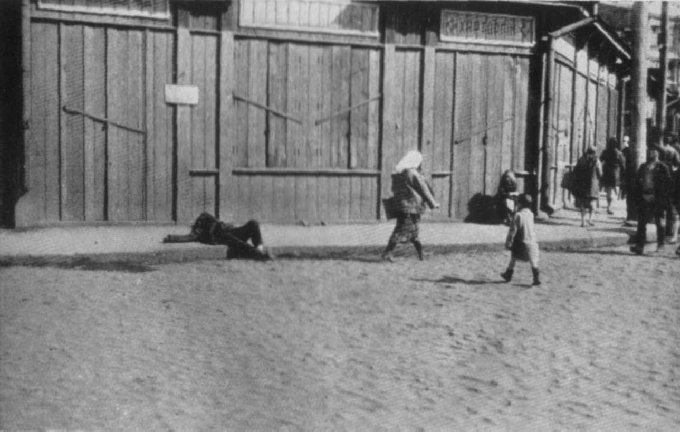
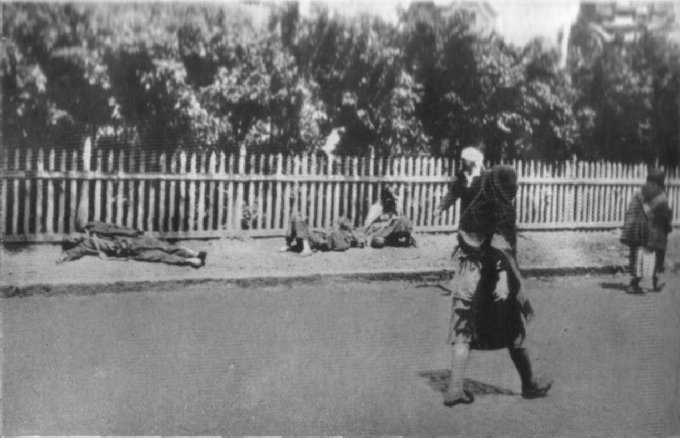
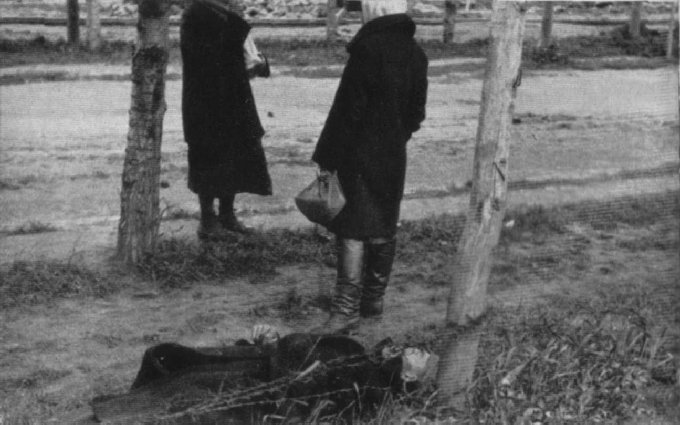
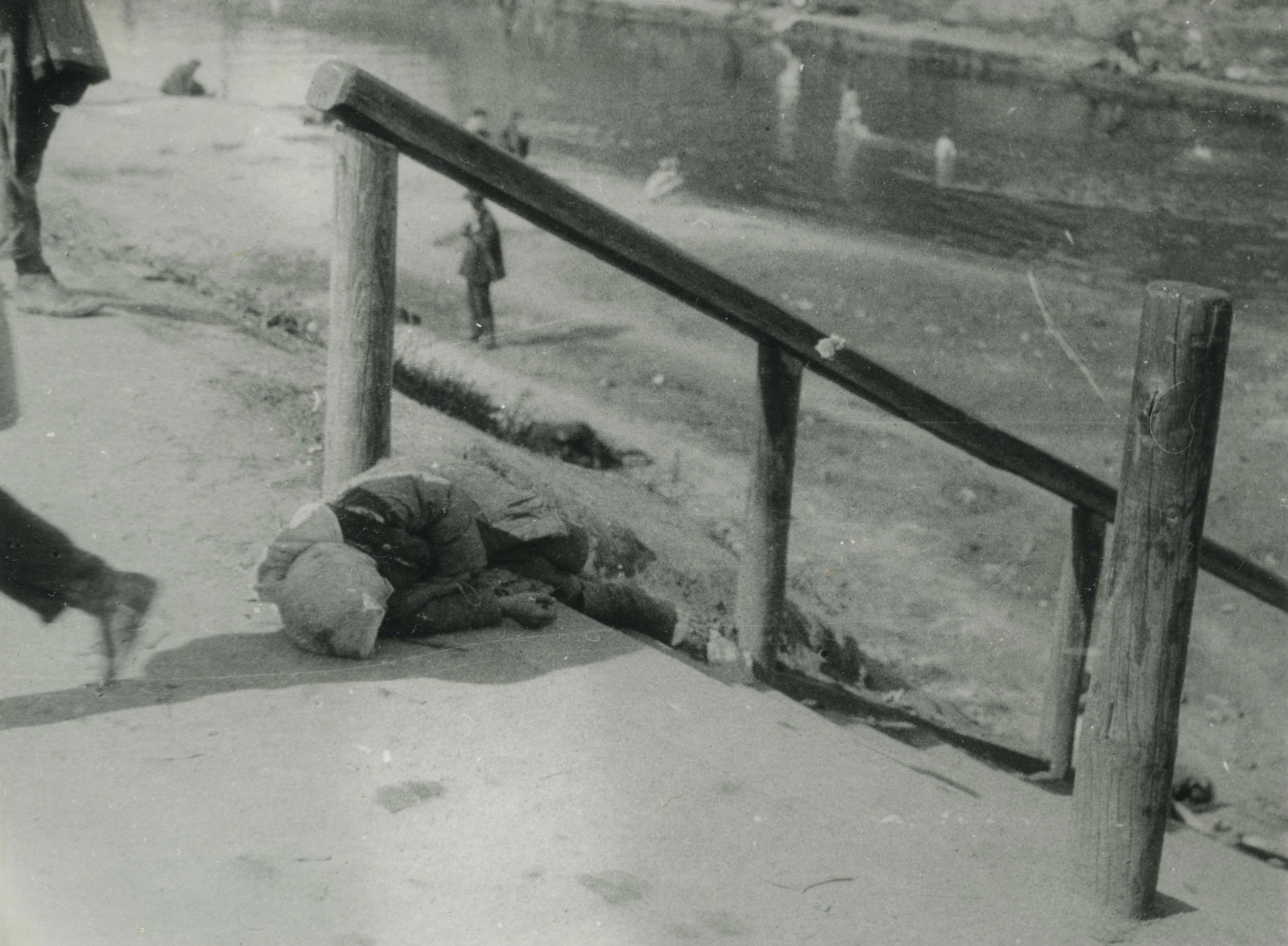
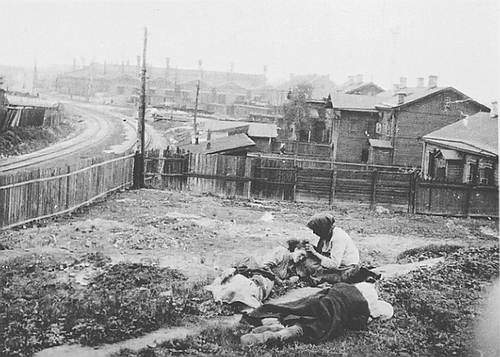
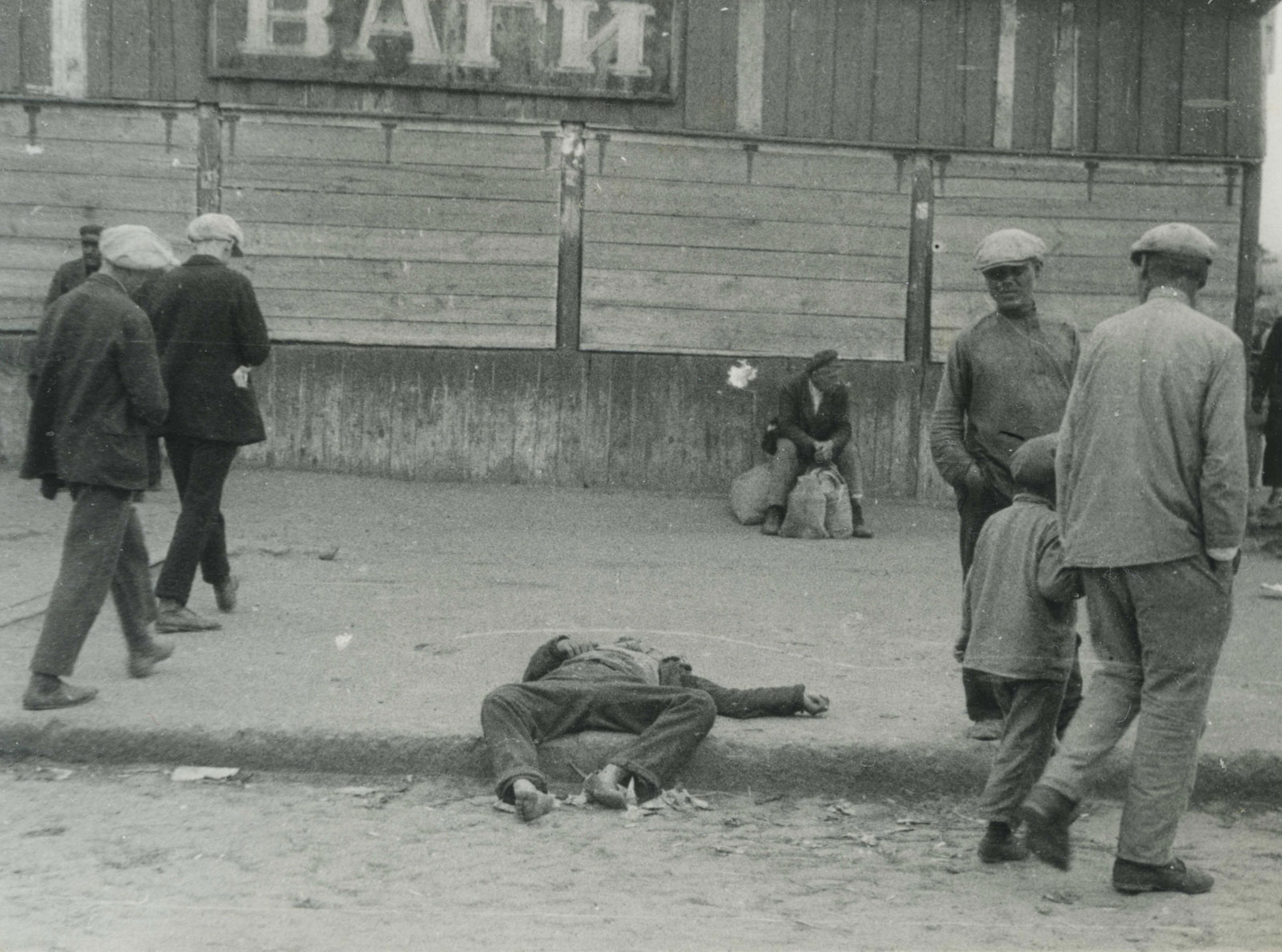
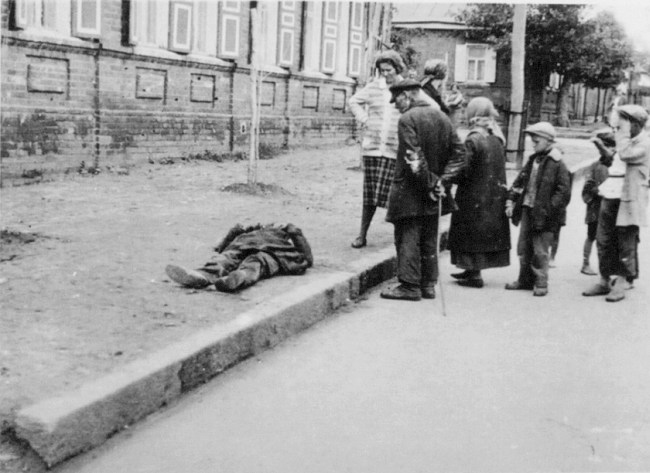
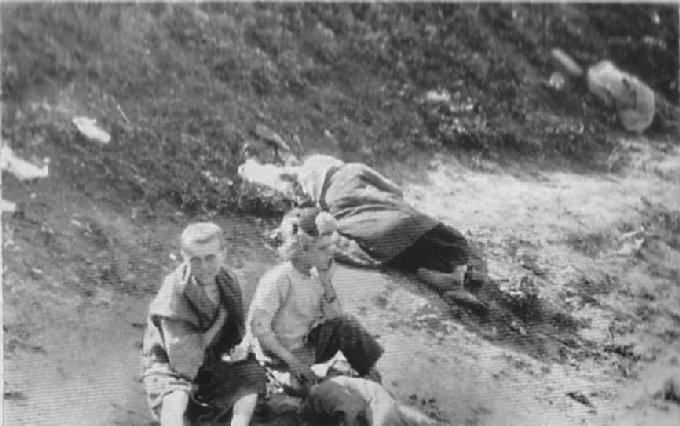
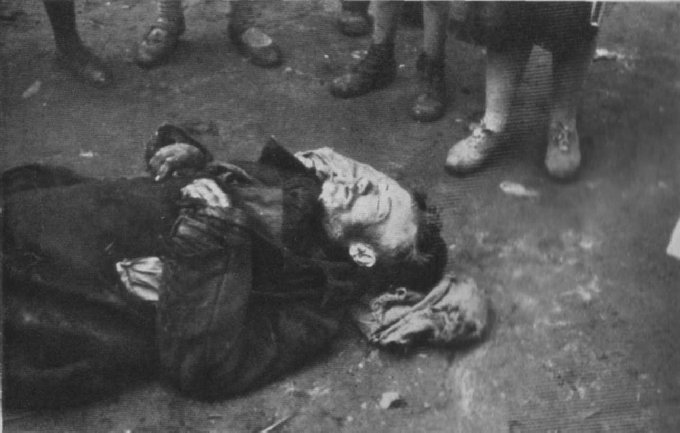

### Ucraniano
- Голодомор - Знімки австрійського фотографа, МЗС України
- Александр Вінербергер у спогадах доньки. Національний музей Голодомору-геноциду
- Е був геноцид: сторія британської фотохудожниці, сковать пам'ять про Голодомор BBC Україна
- Зустріч з правнучкою інженера Вінербергера, автора унікальних фото Голодомору. Національний музей Голодомору-геноциду
- Український Голодомор очима австрійця. Радіо «Свобода»
- Люди помирали просто in узбіччях - жахіття Голодомору очима австрійського інженера Вінерберґера. Gazeta.ua
- Люди Правди, кремлівська пропаганда і корисні ідіоти. Дзеркало тижня
- Невідомі фото Голодомору інженера Вінербергера. Радіо «Свобода»
- «Годували свиней трупами»: опубліковано невідомі раніше фото Голодомору. Obozrevatel
- Голодомор: унікальні фото від австрійського інженера. Ukrinform
- Іноземці про Голодомор: унікальні фото від австрійського інженера. Glavcom.ua

### Outros idiomas
- Alexander Wienerberger: Memórias de sua filha[recuperada em 20.10.2013].
- Alexander Wienerberger História fotográfica britânica
- https://www.rferl.org/a/holodomor-ukraine/25174454.html Em falta ou vazio |título= (ajuda)
- Josef Vogl.Alexander Wienerberger   - Fotógrafo do Holodomor. In: Arquivo de documentação da resistência austríaca (ed. ), Imagens inimigas, Viena 2015 (= anuário 2015), pp. 259-272
- Уникальные фото Голодомора in Украине: их тайком снял Александр Винербергер
- «Рискуя попасть в застенки НКВД, мой прадед фотографиравал жертв Голодомора»